# Paul Ambros
Paul Ambros (* 22. Juni 1934 in Hopfen am See; † 26. Juni 2015 in Füssen) war ein deutscher Eishockeyspieler. Er wurde im Laufe seiner Karriere elfmal Deutscher Meister und in die Hockey Hall of Fame Deutschlands aufgenommen.

## Karriere
Eishockeyspielen lernte er auf dem Hopfensee bei Füssen zusammen mit seinen beiden Brüdern und trat zusammen mit ihnen dem nach dem Zweiten Weltkrieg gegründeten SV Hopfen am See, der seit 2001/02 nicht mehr am Ligenspielbetrieb teilnimmt, bei.
1949 wechselte er zum EV Füssen und wurde dort 1951 und 1952 deutscher Jugendmeister. Ab 1953 kam er zum Einsatz in der 1. Mannschaft des EVF und spielte dort in der Eishockey-Oberliga und in der Eishockey-Bundesliga und wurde elf Mal Deutscher Meister. Im Sommer 1965 verließ er im Unfrieden den EV Füssen und wechselte zur Saison 1965/66 zum Augsburger EV, mit dem er am Ende der Spielzeit 1967/68 in die Eishockey-Bundesliga aufstieg.
Nachdem er schon 1972 seine Karriere beim Augsburger EV beendet hatte, kehrte er in der Saison 1972/73 doch noch einmal als Spieler zurück.
In der deutschen Nationalmannschaft spielte er von 1956 bis 1964, wobei er an den Olympischen Winterspielen 1956, 1960 und 1964 sowie den Weltmeisterschaften 1959, 1961 und 1963 teilnahm.
Schon während seiner Karriere als Eishockeyspieler arbeitete er als Zimmermann und stellte auch die Ambros-Eishockeyschläger her.
Laut einer Aussage von Paul Ambros musste er bei einem Turnier einigen Spielern der russischen Mannschaft nach einem Spiel seinen Pass zeigen, da diese aufgrund seiner „kanadischen“ (= körperbetonten) Spielweise beharrlich darauf bestanden, er sei ein Kanadier, der für Deutschland spiele. Paul Ambros war einer der ersten Spieler, die sehr körperbetont spielten. Noch im Alter, zum Beispiel bei Benefiz-Spielen Mitte der 1990er Jahre, weigerte er sich, einen Helm zu tragen. Ambros hatte auch keine Angst, sich bei einem Torschuss zwischen Puck und Tor zu werfen.
Für seine sportlichen Leistungen erhielt er am 10. März 1963 das Silberne Lorbeerblatt, die höchste in Deutschland verliehene sportliche Auszeichnung.

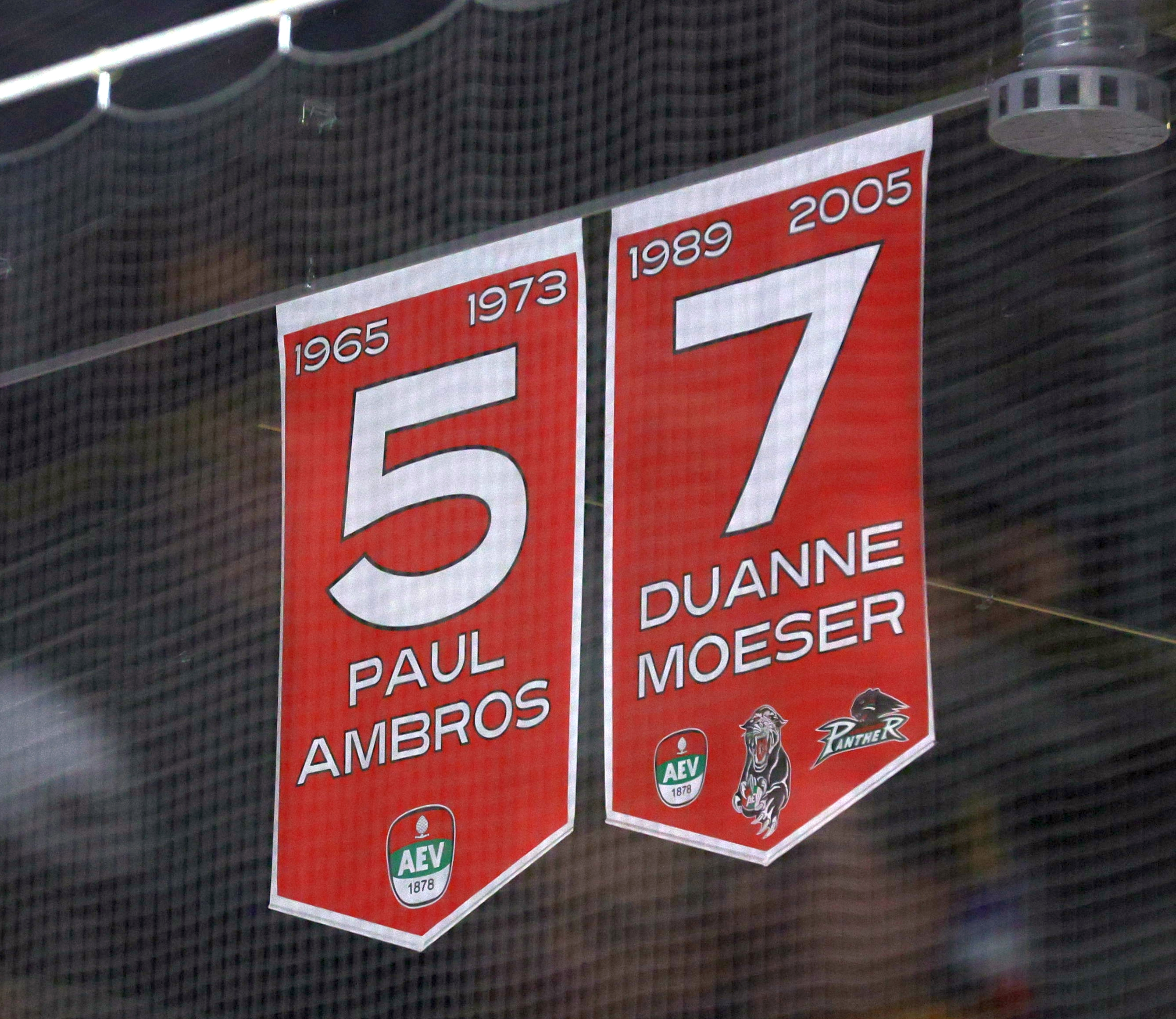
Ambros’ Trikotnummer unter dem Dach des Augsburger Curt-Frenzel-Stadions

Am 22. Juli 2005 wurde der „Paul-Ambros-Platz“ in Füssen nach ihm benannt. Im September 2015 sperrten die Augsburger Panther Ambros’ Trikotnummer 5.